# Eneko Capilla
Eneko Capilla González (San Sebastián, 13 giugno 1995) è un calciatore spagnolo, centrocampista del S.S. Reyes.

## Carriera
Cresciuto nel settore giovanile del Real Sociedad, ha esordito in prima squadra il 1º maggio 2015 disputando l'incontro di Primera División vinto 3-0 contro il Levante.

## Statistiche

### Presenze e reti nei club
Statistiche aggiornate al 26 giugno 2022.
| Stagione                | Squadra                 | Campionato              | Campionato | Campionato | Coppe nazionali | Coppe nazionali | Coppe nazionali | Coppe continentali | Coppe continentali | Coppe continentali | Altre coppe | Altre coppe | Altre coppe | Totale | Totale |
| Stagione                | Squadra                 | Comp                    | Pres       | Reti       | Comp            | Pres            | Reti            | Comp               | Pres               | Reti               | Comp        | Pres        | Reti        | Pres   | Reti   |
| ----------------------- | ----------------------- | ----------------------- | ---------- | ---------- | --------------- | --------------- | --------------- | ------------------ | ------------------ | ------------------ | ----------- | ----------- | ----------- | ------ | ------ |
| 2012-2013               | Real Sociedad B         | SDB                     | 1          | 0          |                 | -               | -               |                    | -                  | -                  |             | -           | -           | 1      | 0      |
| 2013-2014               | Real Sociedad B         | SDB                     | 0          | 0          |                 | -               | -               |                    | -                  | -                  |             | -           | -           | 0      | 0      |
| 2014-2015               | Real Sociedad B         | SDB                     | 30         | 5          |                 | -               | -               |                    | -                  | -                  |             | -           | -           | 30     | 5      |
| 2015-2016               | Real Sociedad B         | SDB                     | 26         | 5          |                 | -               | -               |                    | -                  | -                  |             | -           | -           | 26     | 5      |
| 2016-2017               | Real Sociedad B         | SDB                     | 0          | 0          |                 | -               | -               |                    | -                  | -                  |             | -           | -           | 0      | 0      |
| 2014-2015               | Real Sociedad           | PD                      | 2          | 0          | CR              | 0               | 0               | UEL                | 0                  | 0                  |             | -           | -           | 2      | 0      |
| 2015-2016               | Real Sociedad           | PD                      | 1          | 0          | CR              | 0               | 0               |                    | -                  | -                  |             | -           | -           | 1      | 0      |
| Totale Real Sociedad    | Totale Real Sociedad    | Totale Real Sociedad    | 3          | 0          |                 | 0               | 0               |                    | 0                  | 0                  |             | -           | -           | 3      | 0      |
| 2016-2017               | Numancia                | SD                      | 33         | 0          | CR              | 1               | 0               |                    | -                  | -                  |             | -           | -           | 34     | 0      |
| 2017-2018               | Real Sociedad B         | SDB                     | 37+2       | 5+0        |                 | -               | -               |                    | -                  | -                  |             | -           | -           | 39     | 5      |
| Totale Real Sociedad B  | Totale Real Sociedad B  | Totale Real Sociedad B  | 94+2       | 15+0       |                 | -               | -               |                    | -                  | -                  |             | -           | -           | 96     | 15     |
| 2018-2019               | Leonesa                 | SDB                     | 27         | 6          | CR              | 3               | 0               |                    | -                  | -                  |             | -           | -           | 30     | 6      |
| 2019-2020               | Asteras Tripolīs        | SL                      | 16         | 1          | CG              | 1               | 0               |                    | -                  | -                  |             | -           | -           | 17     | 1      |
| 2020-2021               | Asteras Tripolīs        | SL                      | 9          | 0          | CG              | 1               | 0               |                    | -                  | -                  |             | -           | -           | 10     | 0      |
| 2021-2022               | Asteras Tripolīs        | SL                      | 15+1       | 1+0        | CG              | 0               | 0               |                    | -                  | -                  |             | -           | -           | 16     | 1      |
| Totale Asteras Tripolīs | Totale Asteras Tripolīs | Totale Asteras Tripolīs | 40+1       | 2+0        |                 | 2               | 0               |                    | -                  | -                  |             | -           | -           | 43     | 2      |
| Totale carriera         | Totale carriera         | Totale carriera         | 199        | 23         |                 | 6               | 0               |                    | 0                  | 0                  |             | -           | -           | 205    | 23     |